# Steen (Minnesota)
Steen – miasto w Stanach Zjednoczonych, w stanie Minnesota, w hrabstwie Polk.